# Bayer 04 Leverkusen Fußball 2019-2020
Questa voce raccoglie le informazioni riguardanti il Bayer 04 Leverkusen Fußball nelle competizioni ufficiali della stagione 2019-2020.

## Stagione
Nella stagione 2019-2020 il Bayer Leverkusen, allenato da Peter Bosz, concluse il campionato di Bundesliga al 5º posto. In Coppa di Germania il Bayer Leverkusen perse la finale con il Bayern Monaco. In Champions League il Bayer Leverkusen fu eliminato nella fase a gironi. In Europa League il Bayer Leverkusen fu eliminato ai quarti di finale dall'Inter.

## Maglie e divise
Lo sponsor tecnico, per la stagione 2019-2020, è Jako, mentre il main sponsor, per il terzo anno consecutivo, è Barmenia Versicherung, marchio dell'omonimo gruppo assicurativo indipendente, rinnovando la collaborazione fino al 30 giugno 2024; gli sleeve sponsor sono: per il secondo anno consecutivo Kieser Training, azienda svizzera specializzata in attrezzature di allenamento sportivo, e Kumho Tire, azienda internazionale di produzione di pneumatici sudcoreana, per le partite di coppa nazionale.
| Prima divisa | Seconda divisa | Terza divisa |

## Organigramma societario
Area tecnica
- Preparatori atletici:
- Allenatore in seconda: Marcel Daum, Hendrie Krüzen, Xaver Zembrod
- Preparatore dei portieri: David Thiel
- Analisi video: Simon Lackmann, Marcel Daum
- Allenatore: Peter Bosz

## Rosa
| N. |                         | Ruolo | Calciatore            |
| -- | ----------------------- | ----- | --------------------- |
| 1  | Finlandia (bandiera)    | P     | Lukáš Hrádecký        |
| 4  | Germania (bandiera)     | D     | Jonathan Tah          |
| 5  | Germania (bandiera)     | D     | Sven Bender           |
| 6  | Austria (bandiera)      | D     | Aleksandar Dragović   |
| 7  | Brasile (bandiera)      | A     | Paulinho              |
| 8  | Germania (bandiera)     | D     | Lars Bender           |
| 9  | Giamaica (bandiera)     | A     | Leon Bailey           |
| 10 | Germania (bandiera)     | C     | Kerem Demirbay        |
| 11 | Germania (bandiera)     | C     | Nadiem Amiri          |
| 12 | Burkina Faso (bandiera) | D     | Edmond Tapsoba        |
| 13 | Argentina (bandiera)    | A     | Lucas Alario          |
| 15 | Austria (bandiera)      | C     | Julian Baumgartlinger |
| 18 | Brasile (bandiera)      | D     | Wendell               |

| N. |                        | Ruolo | Calciatore         |
| -- | ---------------------- | ----- | ------------------ |
| 19 | Francia (bandiera)     | A     | Moussa Diaby       |
| 20 | Cile (bandiera)        | C     | Charles Aránguiz   |
| 22 | Paesi Bassi (bandiera) | D     | Daley Sinkgraven   |
| 23 | Germania (bandiera)    | D     | Mitchell Weiser    |
| 25 | Argentina (bandiera)   | C     | Exequiel Palacios  |
| 27 | Germania (bandiera)    | C     | Florian Wirtz      |
| 28 | Austria (bandiera)     | P     | Ramazan Özcan      |
| 29 | Germania (bandiera)    | C     | Kai Havertz        |
| 30 | Polonia (bandiera)     | C     | Adrian Stanilewicz |
| 31 | Germania (bandiera)    | A     | Kevin Volland      |
| 32 | Marocco (bandiera)     | C     | Ayman Azhil        |
| 36 | Germania (bandiera)    | P     | Niklas Lomb        |
| 38 | Germania (bandiera)    | A     | Karim Bellarabi    |

## Calciomercato

### Sessione estiva
| Acquisti | Acquisti         | Acquisti            | Acquisti |
| R.       | Nome             | da                  | Modalità |
| -------- | ---------------- | ------------------- | -------- |
| C        | Nadiem Amiri     | Hoffenheim          |          |
| C        | Kerem Demirbay   | Hoffenheim          |          |
| A        | Moussa Diaby     | Paris Saint-Germain |          |
| P        | Tomasz Kucz      | DAC Dunajská Streda |          |
| P        | Niklas Lomb      | Sandhausen          |          |
| D        | Daley Sinkgraven | Ajax                |          |

| Cessioni | Cessioni            | Cessioni                            | Cessioni |
| R.       | Nome                | a                                   | Modalità |
| -------- | ------------------- | ----------------------------------- | -------- |
| P        | Tomasz Kucz         | Template:Calcio Vitoria Guimarães B |          |
| D        | Tin Jedvaj          | Augusta                             |          |
| D        | Jan Boller          | LASK Amateure OÖ                    |          |
| C        | Julian Brandt       | Borussia Dortmund                   |          |
| A        | Herdi Bukusu        | Amburgo II                          |          |
| A        | Isaac Kiese Thelin  | Anderlecht                          |          |
| P        | Thorsten Kirschbaum | VVV-Venlo                           |          |
| C        | Dominik Kohr        | Eintracht Francoforte               |          |
| C        | Sam Schreck         | Groningen                           |          |

### Sessione invernale
| Acquisti | Acquisti          | Acquisti          | Acquisti |
| R.       | Nome              | da                | Modalità |
| -------- | ----------------- | ----------------- | -------- |
| D        | Edmond Tapsoba    | Vitória Guimarães |          |
| C        | Exequiel Palacios | River Plate       |          |

| Cessioni | Cessioni          | Cessioni      | Cessioni |
| R.       | Nome              | a             | Modalità |
| -------- | ----------------- | ------------- | -------- |
| D        | Panagiōtīs Retsos | Sheffield Utd |          |
| A        | Joel Pohjanpalo   | Amburgo       |          |

## Risultati

### Bundesliga

#### Girone di andata
| Arbitro: | Stieler |

|                                    |           |                      |
| Bailey 10’ Havertz 19’ Volland 69’ | Marcatori | 15’ Michel 25’ Mamba |

| Arbitro: | Ittrich |

|             |           |                                            |
| Morales 82’ | Marcatori | 6’ (aut.) Baker 33’ Aránguiz 39’ Bellarabi |

| Leverkusen 31 agosto 2019, ore 15:30 CEST 3ª giornata | Bayer Leverkusen | 0 – 0 referto | Hoffenheim | BayArena (26 506 spett.)\| Arbitro: \| Zwayer \| |
| Arbitro:                                              | Zwayer           |               |            |                                                  |

| Arbitro: | Siebert |

|                                         |           |  |
| Alcácer 28’ Reus 50’, 90’ Guerreiro 83’ | Marcatori |  |

| Arbitro: | Hartmann |

|                        |           |  |
| Volland 20’ Alario 25’ | Marcatori |  |

| Arbitro: | Kampka |

|  |           |                                                  |
|  | Marcatori | 34’ (aut.) Niederlechner 76’ Volland 84’ Havertz |

| Arbitro: | Fritz |

|             |           |            |
| Volland 66’ | Marcatori | 78’ Nkunku |

| Arbitro: | Dingert |

|                                   |           |  |
| Paciência 4’, 17’ (rig.) Dost 80’ | Marcatori |  |

| Arbitro: | Petersen |

|                             |           |                          |
| Toprak 4’ (aut.) Alario 58’ | Marcatori | 40’ Rashica 48’ Klaassen |

| Arbitro: | Siebert |

|             |           |                      |
| Volland 25’ | Marcatori | 18’ Wendt 42’ Thuram |

| Arbitro: | Gräfe |

|  |           |                            |
|  | Marcatori | 25’ Bellarabi 90’ Paulinho |

| Arbitro: | Aytekin |

|           |           |          |
| Diaby 36’ | Marcatori | 5’ Höler |

| Arbitro: | Winkmann |

|            |           |                 |
| Müller 34’ | Marcatori | 10’, 35’ Bailey |

| Arbitro: | Osmers |

|                 |           |           |
| Alario 15’, 81’ | Marcatori | 82’ Raman |

| Arbitro: | Gräfe |

|                         |           |  |
| Córdoba 73’ Bornauw 84’ | Marcatori |  |

| Arbitro: | Dankert |

|  |           |           |
|  | Marcatori | 64’ Rekik |

| Arbitro: | Ittrich |

|  |           |            |
|  | Marcatori | 90’ Alario |

#### Girone di ritorno
| Arbitro: | Siebert |

|            |           |                                                 |
| Srbeny 51’ | Marcatori | 11’, 14’ Volland 36’ Baumgartlinger 75’ Havertz |

| Arbitro: | Schlager |

|                                          |           |  |
| Havertz 40’ Bender 79’ Alario 89’ (rig.) | Marcatori |  |

| Arbitro: | Aytekin |

|                       |           |           |
| Kramarić 23’ Skov 65’ | Marcatori | 11’ Diaby |

| Arbitro: | Schmidt |

|                                        |           |                                   |
| Volland 20’, 43’ Bailey 81’ Bender 82’ | Marcatori | 22’ Hummels 33’ Can 65’ Guerreiro |

| Arbitro: | Osmers |

|                       |           |                                     |
| Gentner 7’ Bülter 87’ | Marcatori | 22’ Havertz 83’ Diaby 90’ Bellarabi |

| Arbitro: | Jablonski |

|                     |           |  |
| Diaby 25’ Amiri 59’ | Marcatori |  |

| Arbitro: | Zwayer |

|            |           |            |
| Schick 32’ | Marcatori | 29’ Bailey |

| Arbitro: | Brych |

|                                            |           |  |
| Havertz 4’ Bellarabi 14’ Paulinho 49’, 55’ | Marcatori |  |

| Arbitro: | Stieler |

|              |           |                                          |
| Selassie 30’ | Marcatori | 28’, 33’ Havertz 61’ Weiser 78’ Demirbay |

| Arbitro: | Storks |

|            |           |                                   |
| Thuram 52’ | Marcatori | 7’, 58’ (rig.) Havertz 81’ Bender |

| Arbitro: | Schlager |

|                    |           |                                           |
| Baumgartlinger 85’ | Marcatori | 43’, 75’ Pongračić 64’ Arnold 67’ Steffen |

| Arbitro: | Fritz |

|  |           |             |
|  | Marcatori | 54’ Havertz |

| Arbitro: | Gräfe |

|                     |           |                                                   |
| Alario 9’ Wirtz 89’ | Marcatori | 27’ Coman 42’ Goretzka 45’ Gnabry 66’ Lewandowski |

| Arbitro: | Siebert |

|                      |           |                    |
| Caligiuri 51’ (rig.) | Marcatori | 81’ (aut.) Miranda |

| Arbitro: | Jablonski |

|                                 |           |             |
| Bender 7’ Havertz 39’ Diaby 83’ | Marcatori | 59’ Bornauw |

| Arbitro: | Brych |

|                         |           |  |
| Cunha 22’ Lukébakio 54’ | Marcatori |  |

| Arbitro: | Cortus |

|            |           |  |
| Volland 2’ | Marcatori |  |

### Coppa di Germania
| Arbitro: | Petersen |

|                     |           |                                                          |
| Batarilo-Cerdic 56’ | Marcatori | 19’ (aut.) Hackenberg 39’ Volland 72’ Bailey 88’ Havertz |

| Arbitro: | Jablonski |

|            |           |  |
| Alario 25’ | Marcatori |  |

| Arbitro: | Steinhaus-Webb |

|                               |           |            |
| Bredlow 72’ (aut.) Alario 83’ | Marcatori | 85’ Mvumpa |

| Arbitro: | Cortus |

|                                      |           |                |
| Bellarabi 72’ Aránguiz 86’ Diaby 90’ | Marcatori | 39’ Ingvartsen |

| Arbitro: | Winkmann |

|  |           |                                    |
|  | Marcatori | 11’ Diaby 19’ Alario 58’ Bellarabi |

| Arbitro: | Welz |

|                               |           |                                           |
| Bender 64’ Havertz 90’ (rig.) | Marcatori | 16’ Alaba 24’ Gnabry 59’, 89’ Lewandowski |

### Champions League

#### Fase a gironi
| Arbitro: | Raczkowski |

|                    |           |                            |
| Höwedes 25’ (aut.) | Marcatori | 16’ Krychowiak 37’ Barinov |

| Arbitro: | Collum |

|                                          |           |  |
| Higuaín 17’ Bernardeschi 62’ Ronaldo 89’ | Marcatori |  |

| Arbitro: | Dias |

|            |           |  |
| Morata 78’ | Marcatori |  |

| Arbitro: | Skomina |

|                               |           |            |
| Partey 41’ (aut.) Volland 55’ | Marcatori | 90’ Morata |

| Arbitro: | Oliver |

|  |           |                                     |
|  | Marcatori | 11’ (aut.) Zhemaletdinov 54’ Bender |

| Arbitro: | Bastien |

|  |           |                         |
|  | Marcatori | 75’ Ronaldo 90’ Higuaín |

### Europa League

#### Fase a eliminazione diretta
| Arbitro: | Vinčić |

|                               |           |          |
| Alario 29’ Havertz 57’ (rig.) | Marcatori | 73’ Díaz |

| Arbitro: | Kovács |

|            |           |                                     |
| Marega 65’ | Marcatori | 13’ Alario 50’ Demirbay 58’ Havertz |

| Arbitro: | Marciniak |

|               |           |                                            |
| Edmundson 75’ | Marcatori | 37’ (rig.) Havertz 67’ Aránguiz 88’ Bailey |

| Arbitro: | Makkelie |

|           |           |  |
| Diaby 51’ | Marcatori |  |

| Arbitro: | Del Cerro Grande |

|                        |           |             |
| Barella 15’ Lukaku 21’ | Marcatori | 24’ Havertz |

## Statistiche

### Statistiche di squadra
| Competizione      | Punti | In casa | In casa | In casa | In casa | In casa | In casa | In trasferta | In trasferta | In trasferta | In trasferta | In trasferta | In trasferta | Totale | Totale | Totale | Totale | Totale | Totale | DR  |
| Competizione      | Punti | G       | V       | N       | P       | Gf      | Gs      | G            | V            | N            | P            | Gf           | Gs           | G      | V      | N      | P      | Gf     | Gs     | DR  |
| ----------------- | ----- | ------- | ------- | ------- | ------- | ------- | ------- | ------------ | ------------ | ------------ | ------------ | ------------ | ------------ | ------ | ------ | ------ | ------ | ------ | ------ | --- |
| Bundesliga        | 63    | 17      | 9       | 4       | 4       | 32      | 22      | 17           | 10           | 2            | 5            | 29           | 22           | 34     | 19     | 6      | 9      | 61     | 44     | +17 |
| Coppa di Germania | -     | 4       | 3       | 0       | 1       | 8       | 6       | 2            | 2            | 0            | 0            | 7            | 1            | 6      | 5      | 0      | 1      | 15     | 7      | +8  |
| Champions League  | -     | 3       | 1       | 0       | 2       | 3       | 5       | 3            | 1            | 0            | 2            | 2            | 4            | 6      | 2      | 0      | 4      | 5      | 9      | -4  |
| Europa League     | -     | 2       | 2       | 0       | 0       | 3       | 1       | 3            | 2            | 0            | 1            | 7            | 4            | 5      | 4      | 0      | 1      | 10     | 5      | +5  |
| Totale            | 63    | 26      | 15      | 4       | 7       | 46      | 34      | 25           | 15           | 2            | 8            | 45           | 31           | 51     | 30     | 6      | 15     | 91     | 65     | +26 |

### Andamento in campionato
| Giornata  | 1 | 2 | 3 | 4 | 5 | 6 | 7 | 8 | 9 | 10 | 11 | 12 | 13 | 14 | 15 | 16 | 17 | 18 | 19 | 20 | 21 | 22 | 23 | 24 | 25 | 26 | 27 | 28 | 29 | 30 | 31 | 32 | 33 | 34 |
| --------- | - | - | - | - | - | - | - | - | - | -- | -- | -- | -- | -- | -- | -- | -- | -- | -- | -- | -- | -- | -- | -- | -- | -- | -- | -- | -- | -- | -- | -- | -- | -- |
| Luogo     | C | T | C | T | C | T | C | T | C | C  | T  | C  | T  | C  | T  | C  | T  | T  | C  | T  | C  | T  | C  | T  | C  | T  | T  | C  | T  | C  | T  | C  | T  | C  |
| Risultato | V | V | N | P | V | V | N | P | N | P  | V  | N  | V  | V  | P  | P  | V  | V  | V  | P  | V  | V  | V  | N  | V  | V  | V  | P  | V  | P  | N  | V  | P  | V  |
| Posizione | 5 | 5 | 4 | 8 | 7 | 6 | 7 | 9 | 8 | 10 | 8  | 9  | 7  | 6  | 7  | 7  | 6  | 6  | 5  | 5  | 5  | 5  | 5  | 5  | 5  | 5  | 4  | 5  | 5  | 5  | 4  | 4  | 5  | 5  |

Legenda:

Luogo: C = Casa; T = Trasferta. Risultato: V = Vittoria; N = Pareggio; P = Sconfitta.

### Statistiche dei giocatori
| Giocatore                    | Bundesliga | Bundesliga | Bundesliga  | Bundesliga | Coppa di Germania | Coppa di Germania | Coppa di Germania | Coppa di Germania | Champions League | Champions League | Champions League | Champions League | Europa League | Europa League | Europa League | Europa League | Totale   | Totale | Totale      | Totale     |
| Giocatore                    | Presenze   | Reti       | Ammonizioni | Espulsioni | Presenze          | Reti              | Ammonizioni       | Espulsioni        | Presenze         | Reti             | Ammonizioni      | Espulsioni       | Presenze      | Reti          | Ammonizioni   | Espulsioni    | Presenze | Reti   | Ammonizioni | Espulsioni |
| ---------------------------- | ---------- | ---------- | ----------- | ---------- | ----------------- | ----------------- | ----------------- | ----------------- | ---------------- | ---------------- | ---------------- | ---------------- | ------------- | ------------- | ------------- | ------------- | -------- | ------ | ----------- | ---------- |
| L. Alario                    | 24         | 7          | 6           | 0          | 4                 | 3                 | 1                 | 0                 | 5                | 0                | 0                | 0                | 3             | 2             | 0             | 0             | 36       | 12     | 7           | 0          |
| N. Amiri                     | 30         | 1          | 3           | 0          | 5                 | 0                 | 0                 | 0                 | 4                | 0                | 0                | 1                | 3             | 0             | 1             | 0             | 42       | 1      | 4           | 1          |
| C. Aránguiz                  | 27         | 1          | 2           | 0          | 4                 | 1                 | 1                 | 0                 | 5                | 0                | 2                | 0                | 3             | 1             | 1             | 0             | 39       | 3      | 6           | 0          |
| A. Azhil                     | 0          | 0          | 0           | 0          | 0                 | 0                 | 0                 | 0                 | 0                | 0                | 0                | 0                | 0             | 0             | 0             | 0             | 0        | 0      | 0           | 0          |
| L. Bailey                    | 22         | 5          | 0           | 2          | 3                 | 1                 | 0                 | 0                 | 3                | 0                | 0                | 0                | 5             | 1             | 0             | 0             | 33       | 7      | 0           | 2          |
| J. Baumgartlinger            | 27         | 2          | 4           | 0          | 3                 | 0                 | 0                 | 0                 | 6                | 0                | 0                | 0                | 4             | 0             | 0             | 0             | 40       | 2      | 4           | 0          |
| K. Bellarabi                 | 26         | 4          | 2           | 0          | 6                 | 2                 | 0                 | 0                 | 5                | 0                | 2                | 0                | 2             | 0             | 0             | 0             | 39       | 6      | 4           | 0          |
| L. Bender                    | 18         | 2          | 3           | 0          | 2                 | 0                 | 0                 | 0                 | 4                | 0                | 0                | 0                | 4             | 0             | 2             | 0             | 28       | 2      | 5           | 0          |
| S. Bender                    | 33         | 2          | 3           | 0          | 5                 | 1                 | 0                 | 0                 | 6                | 1                | 0                | 0                | 3             | 0             | 0             | 0             | 47       | 4      | 3           | 0          |
| K. Demirbay                  | 25         | 1          | 2           | 1          | 6                 | 0                 | 0                 | 0                 | 5                | 0                | 0                | 0                | 4             | 1             | 3             | 0             | 40       | 2      | 5           | 1          |
| M. Diaby                     | 28         | 5          | 3           | 0          | 5                 | 2                 | 1                 | 0                 | 2                | 0                | 0                | 0                | 4             | 1             | 1             | 0             | 39       | 8      | 5           | 0          |
| A. Dragović                  | 15         | 0          | 5           | 1          | 4                 | 0                 | 0                 | 0                 | 3                | 0                | 0                | 0                | 3             | 0             | 0             | 0             | 25       | 0      | 5           | 1          |
| L. Grill                     | 0          | 0          | 0           | 0          | 0                 | 0                 | 0                 | 0                 | 0                | 0                | 0                | 0                | 0             | 0             | 0             | 0             | 0        | 0      | 0           | 0          |
| K. Havertz                   | 30         | 12         | 3           | 0          | 5                 | 2                 | 0                 | 0                 | 5                | 0                | 0                | 0                | 5             | 4             | 0             | 0             | 45       | 18     | 3           | 0          |
| L. Hrádecký                  | 34         | 0          | 1           | 0          | 5                 | 0                 | 1                 | 0                 | 6                | 0                | 0                | 0                | 5             | 0             | 0             | 0             | 50       | 0      | 2           | 0          |
| T. Jedvaj                    | 0          | 0          | 0           | 0          | 0                 | 0                 | 0                 | 0                 | 0                | 0                | 0                | 0                | 0             | 0             | 0             | 0             | 0        | 0      | 0           | 0          |
| N. Lomb                      | 0          | 0          | 0           | 0          | 0                 | 0                 | 0                 | 0                 | 0                | 0                | 0                | 0                | 0             | 0             | 0             | 0             | 0        | 0      | 0           | 0          |
| E. Palacios                  | 3          | 0          | 0           | 0          | 2                 | 0                 | 0                 | 0                 | 0                | 0                | 0                | 0                | 2             | 0             | 0             | 0             | 7        | 0      | 0           | 0          |
| P. Paulinho                  | 13         | 3          | 1           | 0          | 2                 | 0                 | 0                 | 0                 | 2                | 0                | 0                | 0                | 2             | 0             | 0             | 0             | 19       | 3      | 1           | 0          |
| J. Pohjanpalo                | 1          | 0          | 0           | 0          | 0                 | 0                 | 0                 | 0                 | 0                | 0                | 0                | 0                | 0             | 0             | 0             | 0             | 1        | 0      | 0           | 0          |
| P. Retsos                    | 3          | 0          | 0           | 0          | 1                 | 0                 | 0                 | 0                 | 2                | 0                | 0                | 0                | 0             | 0             | 0             | 0             | 6        | 0      | 0           | 0          |
| D. Sinkgraven                | 13         | 0          | 1           | 0          | 2                 | 0                 | 0                 | 0                 | 2                | 0                | 0                | 0                | 4             | 0             | 2             | 0             | 21       | 0      | 3           | 0          |
| A. Stanilewicz               | 0          | 0          | 0           | 0          | 0                 | 0                 | 0                 | 0                 | 0                | 0                | 0                | 0                | 1             | 0             | 0             | 0             | 1        | 0      | 0           | 0          |
| J. Tah                       | 25         | 0          | 4           | 1          | 5                 | 0                 | 1                 | 0                 | 5                | 0                | 1                | 0                | 4             | 0             | 1             | 0             | 39       | 0      | 7           | 1          |
| E. Tapsoba                   | 14         | 0          | 2           | 0          | 3                 | 0                 | 1                 | 0                 | 0                | 0                | 0                | 0                | 5             | 0             | 1             | 0             | 22       | 0      | 4           | 0          |
| K. Volland                   | 27         | 10         | 3           | 0          | 4                 | 1                 | 0                 | 0                 | 6                | 1                | 0                | 0                | 3             | 0             | 0             | 0             | 40       | 12     | 3           | 0          |
| M. Weiser                    | 18         | 1          | 3           | 0          | 5                 | 0                 | 2                 | 0                 | 3                | 0                | 1                | 0                | 2             | 0             | 2             | 0             | 28       | 1      | 8           | 0          |
| W. Wendell (calciatore 1993) | 24         | 0          | 4           | 1          | 4                 | 0                 | 1                 | 0                 | 4                | 0                | 1                | 0                | 2             | 0             | 1             | 0             | 34       | 0      | 7           | 1          |
| F. Wirtz                     | 7          | 1          | 0           | 0          | 1                 | 0                 | 0                 | 0                 | 0                | 0                | 0                | 0                | 1             | 0             | 0             | 0             | 9        | 1      | 0           | 0          |
| R. Özcan                     | 0          | 0          | 0           | 0          | 1                 | 0                 | 0                 | 0                 | 0                | 0                | 0                | 0                | 0             | 0             | 0             | 0             | 1        | 0      | 0           | 0          |